# Seuneubok Baroh
Seuneubok Baroh is een bestuurslaag in het regentschap Aceh Timur van de provincie Atjeh, Indonesië. Seuneubok Baroh telt 1484 inwoners (volkstelling 2010).